# 梅光学院大学女子短期大学部
梅光学院大学女子短期大学部（日语：／ Baikō Gakuin Daigaku Joshi Tanki Daigakubu *），简称梅短，是过去一所位于日本山口县下关市的私立短期大学。前身是梅光女学院短期大学（日语：／ Baikō Jo Gakuin Tanki Daigaku *）。

## 概要

### 简介
- 学校最早可以追溯到1872年[1][2]。短期大学为于1964年开办[2]、由学校法人梅光学院经营。来源于美国人传教士[注 3]创立的私塾、由于教育的基础是新教[2]。

### 历史
- 1964年 梅光女子短期大学成立并同时设置一个学科即英文学科[3][2]。
- 1965年 日文科成立[3]。
- 1974年 两个学科改名为、以下列举[3]。
  - 日文科→日本文学科
  - 英文学科→英美文学科
- 1999年 两个学科即日本文学科、英美文学科各自招生最后、次合并为语言传播学科[注 1]（正式停办于2001年12月20日[3]）。
- 2001年 改校名为梅光学院大学女子短期大学部[2]。
- 2004年 招生最后、次年停止招生（正式停办于2006年9月12日[3]）。

### 宪章
- 请参看梅光学院大学女子短期大学部的标志 （日語）2014年2月20日阅览。

## 学校环境
- 校区：山口县下关市

## 历任校长
- 广信二郎：第一代短期大学校长[4][2]。

## 組織

### 学科
- 语言传播学科[注 1]

### 前学科
| - 日本文学科 - 英美文学科 |

### 专科
| - 没有 |

#### 业余课程
| - 没有 |

## 相关链接
- 日本短期大学列表